# Georgi Alexandrowitsch Jarzew
Georgi Alexandrowitsch Jarzew (russisch Георгий Александрович Ярцев; * 11. April 1948 in Nikolskoje, Oblast Kostroma; † 15. Juli 2022 in Moskau) war ein sowjetischer bzw. russischer Fußballspieler und -trainer.
Jarzew wurde 1977 er in die Mannschaft von Spartak Moskau berufen, mit der er die sowjetische Meisterschaft 1979 gewinnen konnte. Im Jahr 1978 wurde er mit 19 Treffern Torschützenkönig der sowjetischen Liga und im selben Jahr wurde der Stürmer in die Sowjetische Nationalmannschaft einberufen, in der er insgesamt fünfmal eingesetzt wurde. 
Nach seiner aktiven Karriere trainierte Jarzew im Jahr 1996 Spartak Moskau und gewann mit dem Verein die russische Meisterschaft. Von 2003 bis 2005 war Jarzew Trainer der Russischen Nationalmannschaft und nahm mit dieser an der Fußball-Europameisterschaft 2004 teil. 2007 trainierte er Torpedo Moskau und 2013/14 den FC Milsami aus der Republik Moldau.